# Cameri
Cameri (piemontesisch Cambra oder Camra, lombardisch Camèr) ist eine Gemeinde mit 10.730 Einwohnern (Stand 31. Dezember 2023) in der italienischen Provinz Novara (NO), Region Piemont.
Die Nachbargemeinden sind Bellinzago Novarese, Caltignaga, Castano Primo, Galliate, Nosate, Novara und Turbigo. Der Schutzheilige des Ortes ist San Michele Arcangelo und Santa Gregoria.

## Geographie
Der Ort liegt auf einer Höhe von 161 m über dem Meeresspiegel. Das Gemeindegebiet umfasst eine Fläche von 39 km².

## Militärflugplatz
Bei Cameri befindet sich ein Militärflugplatz der italienischen Luftwaffe, auf dem Kampfflugzeuge der Typen Tornado und Eurofighter Typhoon technisch überholt werden. Auf dem Flugplatz betreibt die Leonardo S.p.A. Anlagen zur Endmontage des neuen Kampfflugzeuges Lockheed Martin F-35.